# بيل دالريمبل
بيل دالريمبل (بالإنجليزية: Bill Dalrymple)‏ هو لاعب كرة قاعدة أمريكي، ولد في 7 فبراير 1891 في بالتيمور في الولايات المتحدة، وتوفي في 14 يوليو 1967 في سان دييغو في الولايات المتحدة.

## وصلات خارجية
- بيل دالريمبل على موقعبيزبول رفرنس.كوم (الدوري الرئيسي) (الإنجليزية)